# Kuß-Walzer
Kuß-Walzer, op. 400, är en vals av Johann Strauss den yngre. Den spelades första gången den 10 januari 1882 på slottet Hofburg i Wien. 

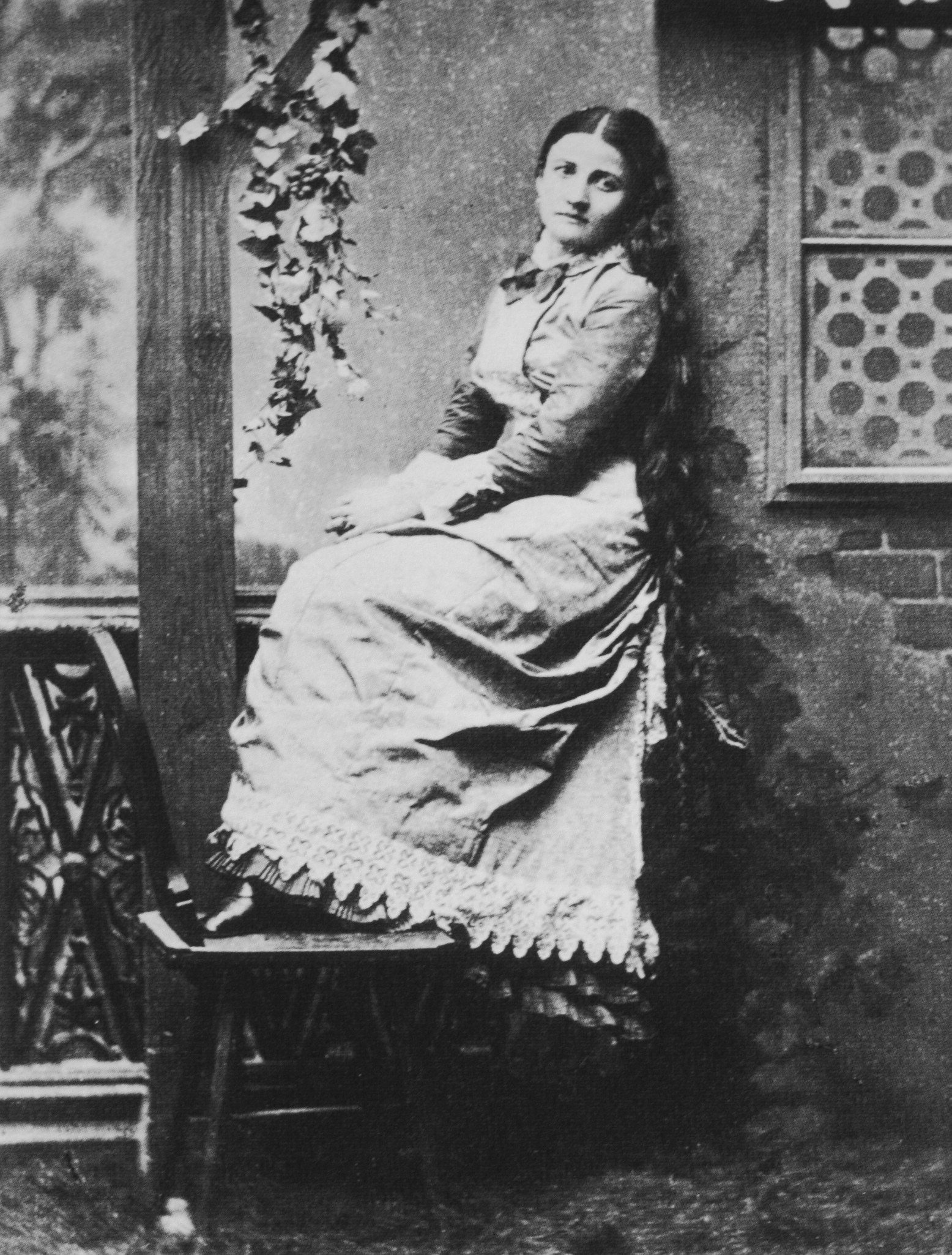
Angelika (Lili) Dittrich (1850-1919).

## Historia
Johann Strauss operett Det lustiga kriget hade premiär på Theater an der Wien den 25 november 1881 och spelades fler än hundra gånger i rad. Strauss arrangerade totalt tio separata orkesterstycken från operettens musiknummer, däribland valsen Kuß-Walzer som var tillägnad hans andra hustru Angelika. Melodin till valsen är hämtad från Sebastianos valskuplett "Nur für Natur" (Nr 11) i operettens andra akt. Den framfördes första gången vid en hovbal på Hofburg den 10 januari 1882 under ledning av Eduard Strauss. Johann Strauss dirigerade själv sin vals vid en välgörenhetskonsert arrangerad av hustrun den 22 mars i Musikverein. Efter separationen från Angelika hösten 1882 utlämnades dedikationen i kommande utgåvor av valsen.

## Om polkan
Speltiden är ca 6 minuter plus minus några sekunder beroende på dirigentens musikaliska tolkning.
Valsen var ett av tio verk där Strauss återanvände musik från operetten Det lustiga kriget:
- Der lustige Krieg, Marsch, Opus 397
- Frisch ins Feld, Marsch, Opus 398
- Was sich liebt, neckt sich, Polka-francaise, Opus 399
- Kuß-Walzer, Vals, Opus 400
- Der Klügere gibt nach, Polkamazurka, Opus 401
- Der lustige Krieg, Kadrilj, Opus 402
- Entweder - oder, Polka-Schnell, Opus 403
- Violetta, Polka-francaise, Opus 404
- Nord und Süd, Polkamazurka, Opus 405
- Italienischer Walzer, Vals, Opus 407

## Weblänkar
- Kuß-Walzer i Naxos-utgåvan.